# اولف مربولد
اولف مربولد (به انگلیسی: Ulf Merbold) فضانورد اهل کشور آلمان است که در ۲۰ ژوئن ۱۹۴۱ میلادی در گرایتس زاده شد. وی در مأموریت اس‌تی‌اس-۹، اس‌تی‌اس-۴۲، سایوز تی‌ام-۲۰، سایوز تی‌ام-۱۹ حضور داشته است.